# Seminário Teológico Presbiteriano Rev. Denoel Nicodemos Eller
O Seminário Teológico Presbiteriano Rev. Denoel Nicodemos Eller, também conhecido pela sigla STPRDNE, é um seminário evangélico presbiteriano situado na cidade de Belo Horizonte, Minas Gerais. A instituição de ensino superior é destinada à formação de pastores e pertence a Igreja Presbiteriana do Brasil.

## História
A história do seminário pode ser dividida em duas etapas: A primeira, que vem do início de 1976 a setembro de 1986, e a segunda, de 1986 até agora.
Os primeiros dez anos da educação teológica presbiteriana em Belo Horizonte incluem o período do Instituto Presbiteriano de Teologia (IPRESBT), inaugurado em 4 de março de 1976, que permaneceu até 1981. A partir de 1982, o IPRESBT se tronou uma extensão do Seminário Presbiteriano do Sul, permanecendo assim até 1985. O segundo período inicia-se a partir de 30 de setembro de 1986, com a organização definitiva da instituição como Seminário Teológico Presbiteriano Rev. Denoel Nicodemos Eller. 
O "seminário de BH", como é popularmente conhecido no meio presbiteriano, já vinha sendo idealizado desde 1972, quando o então presbitério de Belo Horizonte designou a comissão formada pelos saudosos Rev. Denoel Nicodemos Eller e Rev. Mario Barbosa, bem como pelo Rev. Américo Gomes Coelho e pelo Pb. Altair Ribeiro Soares.
O nome do seminário homenageia um de seus idealizadores e também primeiro diretor, morto no ano da emancipação da casa.

## Instalações próprias
Em 28 de junho de 1999 foi inaugurado o primeiro prédio da sede, e em 9 de fevereiro de 2004 inaugurados mais dois edifícios que compõem o campus do seminário. Antes disso, a instituição funcionava nas dependências da Primeira Igreja Presbiteriana de Belo Horizonte.

## Orientação teológica
O STPRDNE mantem um compromisso irredutível com as Sagradas Escrituras do Antigo e Novo Testamentos, pela confessionalidade e ética calvinista reformada, e pela administração orientada pelo sistema de governo presbiteriano. Portanto, sua postura é conservadora, afirmando a infalibilidade e inerrância das Escrituras e subscrevendo a Confissão de Fé e os Catecismos Maior e Breve de Westminster.

## Cursos oferecidos
- Bacharelado em Teologia
- Mestrado em Aconselhamento Bíblico (Magister Divinitatis)
- Curso de Música Sacra
- Curso de Liderança à distância